# Bảo tàng Kiến thức Môi trường ở Poznań
Bảo tàng Kiến thức Môi trường ở Poznań (tiếng Ba Lan: Muzeum Wiedzy o Środowisku w Poznaniu) là một bảo tàng tọa lạc tại số 19 Phố Bukowska, Poznań, Ba Lan. Bảo tàng hoạt động trong cơ cấu tổ chức của Viện Môi trường Nông nghiệp và Rừng trực thuộc Viện Hàn lâm Khoa học Ba Lan ở Poznań.

## Lịch sử

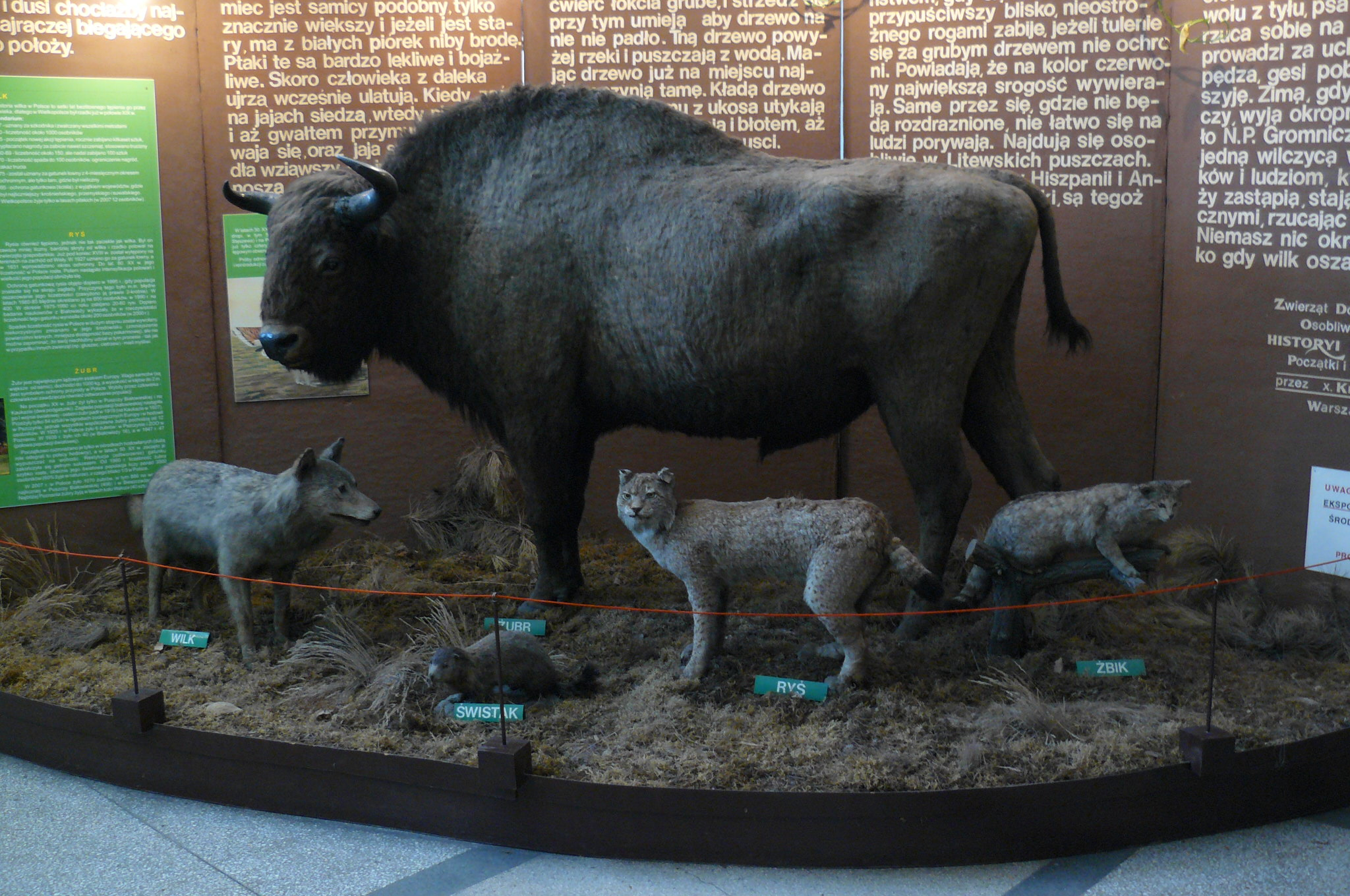
Triển lãm trong Bảo tàng

Trụ sở của Bảo tàng Kiến thức Môi trường ở Poznań là một tòa nhà lịch sử được xây dựng vào năm 1908 do kiến trúc sư Paul Pitt thiết kế. Từ năm 1918, tòa nhà này trở thành tài sản của thành phố, và từ năm 1921 được sử dụng cho mục đích triển lãm. Sau khi Chiến tranh thế giới thứ hai kết thúc, địa điểm này được cải tạo và mở cửa đón công chúng trở lại từ ngày 23 tháng 10 năm 1945, phần lớn là nhờ vào nỗ lực của Wiesław Rakowski.

## Triển lãm
Chủ đề của cuộc triển lãm thường trực tại Bảo tàng Kiến thức Môi trường ở Poznań là tình trạng bị đe dọa của hệ động vật quốc gia và tổng quan về các hệ sinh thái tiêu biểu nhất ở Ba Lan.

## Giờ mở cửa
Bảo tàng Kiến thức Môi trường ở Poznań hoạt động quanh năm, mở cửa từ thứ Hai đến thứ Sáu, từ 9:00 đến 15:00. Khách tham quan được vào cửa miễn phí.